# Nautilocalyx cataractarum
Nautilocalyx cataractarum är en tvåhjärtbladig växtart som beskrevs av Wiehler. Nautilocalyx cataractarum ingår i släktet Nautilocalyx och familjen Gesneriaceae. Inga underarter finns listade i Catalogue of Life.